# Jens Jenssen
Jens Jenssen (* 24. Oktober 1979 in Daun) ist ein deutscher Politiker (SPD). Seit 2024 ist er Abgeordneter im Landtag Rheinland-Pfalz.

## Leben
Jenssen ist der Sohn des SPD-Politikers Wolfgang Jenssen. 1999 legte er das Abitur am Thomas-Morus-Gymnasium in seiner Heimatstadt Daun ab. Anschließend absolvierte er den Zivildienst am Hubertus-Rader-Förderzentrum in Gerolstein. Anschließend studierte er zunächst Geschichte, Germanistik und Sprachwissenschaften an der Universität zu Köln sowie Politikwissenschaft an der Freien Universität Berlin. Er schloss das Studium mit dem Diplom ab. Ab 2008 war er zunächst Projektmanager und später Agenturleiter einer Marketingagentur in Bitburg. Von 2014 bis 2016 war er zunächst Referent im Ministerium des Inneren, für Sport und Infrastruktur und anschließend von 2016 bis 2023 war er Referent der Staatskanzlei Rheinland-Pfalz in Mainz, abgeordnet an die Vertretung des Landes Rheinland-Pfalz in Berlin.

## Politik
Seit 1998 ist Jenssen Mitglied der SPD. Von 2009 bis 2014 war er Mitglied der Stadtrats von Daun und des Verbandsgemeinderat der Verbandsgemeinde Daun. Seit 2009 ist er Mitglied des Kreistags des Landkreises Vulkaneifel. Dort ist er Vorsitzender der Fraktionsgemeinschaft von SPD und UWG. Bis September 2022 war er auch Kreisvorsitzender der SPD.
Bei der Bundestagswahl 2013 kandidierte Jenssen im Bundestagswahlkreis Bitburg, verfehlte jedoch ein Mandat. 2020 kandidierte er erfolglos für das Amt des Bürgermeisters der Verbandsgemeinde Daun.
Jenssen kandidierte bei der Landtagswahl in Rheinland-Pfalz 2021 als Ersatzkandidat von Astrid Schmitt im Wahlkreis Vulkaneifel. Am 1. Januar 2024 rückte er für Schmitt in den Landtag Rheinland-Pfalz nach.